# 區載佳
區載佳，SBS（1954年3月29日—），前香港政府官員、曾於2008年至2014年擔任屋宇署署長。在任期間，曾經歷過香港的僭建風波。不但自己的寓所被質疑有僭建之嫌，也在處理唐英年與梁振英住所僭建一事上做法不一而備受批評。區載佳在2014年3月28日之前為止擔任市區重建局非執行董事。於2016年至2018年為香港地產行政師學會的副會長。現時是深港專業管理學會榮譽會長。

## 背景
區載佳早年就讀何明華會督銀禧中學（1966年入讀英文部），為該校1971第8屆中五畢業生。其後於1971年至1974年修讀香港工業專門學院測量系高級文憑，在校時與前香港行政長官梁振英為同學。

### 個人仕途
1974年9月2日，區載佳加入政府任職見習屋宇測量師。後於1986年7月1日升為高級屋宇測量師，再於1996年6月6日晉升為總屋宇測量師。他在2000年8月晉升為政府屋宇測量師，並於2006年9月晉升為屋宇署副署長。區載佳在任副署長兩年後，於2008年10月接替張孝威出任屋宇署署長，同時負責建築事務監督事宜。身為香港測量師學會的資深會員、英國皇家特許測量師學會資深會員及美國防火工程師學會會員的他，在升任署長前曾撰寫多份建造業作業守則，包括《1996年提供火警逃生途徑守則》、《1996年耐火結構守則》、《1995年消防和救援進出途徑守則》、《1995年樓宇的總熱傳送值守則》以及《1993年升降機及自動梯建築工程守則》。另外，又曾於建築物條例執行處、建築拓展署和屋宇地政署工作。
2008年至2014年擔任屋宇署署長期間，區載佳因應2010年馬頭圍道唐樓倒塌事件發生，領導屋宇署提升樓宇安全標準如實施強制驗樓、驗窗計劃，從而減低樓宇老化風險。另一方面推動樓宇安全教育。2011年香港僭建風波發酵，他協助處理僭建物清拆令執法問題，包括協調新界村屋僭建申報計劃。有鑑2011年3月東日本大震災引起市民關注地震災害，他於署長任期結束前帶領屋宇署籌備引入抗震設計標準公眾諮詢及進行相關研究。
及後他於2014年3月退休，由屋宇署副署長許少偉接任署長職位。退休前曾在2006年獲香港特別行政區政府委任為太平紳士。退休後在2014年再得到政府嘉獎，獲授予銀紫荊星章。

### 任內爭議
在2011年僭建風波發生時，區載佳位於香港島大坑嘉寧徑23號、於1991年買入的「豪園」單位涉及興建違章建築；屋宇署其後發表聲明指區載佳寓所露台安裝的趟窗屬於可豁免審批工程，因為有關設計在實地視察後確認沒有結構危險和沒有影響防護欄障及樓宇結構。不過，區載佳未有找其他專業人士來做專業評估而單憑自己判斷安裝趟窗屬於豁免審批工程的手法惹來「私相授受」的批評。而區載佳毫不避嫌地聲稱加窗條件符合《建築物條例》一事亦被質疑有欠公允且應對僭建準則不一致。在僭建風波發生之際，適逢2012年香港特別行政區行政長官選舉，區載佳於2012年在任期間被質疑其管理的屋宇署只檢控前財政司司長唐英年約道大宅的僭建事件和相關人士，但沒有檢控被揭發山頂貝璐道大宅有僭建物的梁振英，有偏袒和不公平之嫌。此外，在2013年，大約200名屋宇署測量及技術人員因為不滿工作量大而舉行罷工集會，要求發展局增加人手和撤換區載佳，改由其他部門的政務官掌管屋宇署。三件事件最後都沒有影響區載佳的任期。

### 退休後動向
區載佳退休後仍活躍於與建造及測量相關的事宜。他於2015年至2021年擔任香港房屋協會監事會成員。也在2018年至2021年代表香港地產行政師學會獲政府委任為土地及建設諮詢委員會非官方委員。目前，他獲邀擔任香港公開大學李嘉誠專業進修學院屋宇測量學科的校外顧問，負責就該學院的測量學高級文憑課程提供意見。

## 節目嘉賓
- 2012年：《講清講楚》（無綫電視）